# الخطوط الجوية الألبانية
الخطوط الجوية الألبانية كانت شركة طيران مقرها في تيرانا، ألبانيا . و كان مركزها مطار تيرانا الدولي ، في 11 نوفمبر 2011 قامت هيئة الطيران المدني الألبانية بفسخ عقد الخطوط الجوية الألبانية .